# Adelophis foxi
Adelophis foxi är en ormart som beskrevs av Rossman och Blaney 1968. Adelophis foxi ingår i släktet Adelophis och familjen snokar. IUCN kategoriserar arten globalt som otillräckligt studerad. Inga underarter finns listade i Catalogue of Life.
Arten är bara känd från en bergstrakt i västra Mexiko. Den hittades där vid 2600 meter över havet. Området är täckt av blandskogar. Honor lägger ägg.